# イスマトゥッディーン・アーミナ
イスマトゥッディーン・アーミナ・ビント・ウヌル（生年不詳 - 1186年1月27日）は、ブーリー朝からアイユーブ朝時代の女性。ブーリー朝の宿将ムイーヌッディーン・ウヌルの娘。反十字軍の英雄であるザンギー朝のヌールッディーン・マフムード及びアイユーブ朝のサラーフッディーン・ユースフに相次いで嫁いだ。

## 生涯
ブーリー朝のムイーヌッディーン・ウヌルの娘として生まれる。生年は不詳。若いころのことは知られていない。

### ヌールッディーンとの結婚
1146年、ザンギー朝のイマードゥッディーン・ザンギーの死により、それまで対立してきたダマスカスのブーリー朝とアレッポのザンギー朝の間に和解の機運が生まれた。ザンギーの跡を継ぎ、アレッポを継承したザンギーの子ヌールッディーンは父の方針を転換し、ブーリー朝に歩み寄る。このことにより、ブーリー朝のウヌルとヌールッディーンの間で婚姻同盟が結ばれる運びとなる。イスマトゥッディーンは1147年にヌールッディーンに嫁ぐこととなった。

イスマトゥッディーンとヌールッディーンとの間に子があったかははっきりしないが、ヌールッディーンの後継者アル＝サーリフはヌールッディーンがアル＝シットとの間に作った子であり、イスマトゥッディーンの子ではない。

1149年、ウヌルが死去し、これを機と見たヌールッディーンは1154年にダマスカスを奪取する。これまでアレッポにいたイスマトゥッディーンは彼に伴ってダマスカスへ再び移ったと思われる。

ギヨーム・ド・ティールによると1174年、ヌールッディーンが死去した際にダマスカスを攻撃すべく侵攻してきた十字軍と交渉し、これを退却させている。

### サラーフッディーンとの結婚
ヌールッディーンの死後、サラーフッディーンがエジプトで勢力を固めシリアへ進出してきた。イスマトゥッディーンはサラーフッディーンが周辺の情勢を落ち着かせた後、彼と結婚することとなる。この時、イスマトゥッディーンは少なくとも39歳に達していた。この結婚は多分に形式的なものであり、新夫サラーフッディーンは彼女と二夜だけともにするとあわただしく出立していった。

彼女とサラーフッディーンとの間にも子はない。ただ、サラーフッディーンは彼女に無関心だったわけではなく、1186年に自身が病に倒れた際は毎日長文の手紙を彼女に送っていた。同年に彼女は亡くなっていたが、宰相アル＝ファーディルは主君がショックを受けるのを避けるため、しばらく彼女の死を隠していたという。
死後、彼女は自身が建築を命じたダマスカスの廟に埋葬された。

## 業績・評価等
イスマトゥッディーンは公共事業に熱心で、ハーンカーやハナフィー派のマドラサを建築している。

1179年、サラーフッディーンの子、アル＝アジーズが割礼を行った際、女達もこれを祝ったが、それを取り仕切ったのはイスマトゥッディーンであった。

ギヨーム・ド＝ティールは彼女を「特に勇敢な女性」であると述べている。